# Diều cá đầu xám
Diều cá đầu xám (Haliaeetus ichthyaetus) là một loài chim ăn cá sống ở Đông Nam Á. Đây là loài chim săn mồi lớn, chắc nịch với mặt trên cơ thể màu nâu sậm, đầu xám, mặt bụng sáng màu và chân trắng. Con non nhạt màu hơn, nhưng có sọc sậm. Nó hay bị lẫn lộn với diều cá bé (Haliaeetus humilis) và đại bàng cá Pallas. Diều cá bé giống về bộ lông nhưng nhỏ hơn, còn đại bàng cá Pallas thì lại lớn hơn, mặt bụng cũng sẫm màu hơn.

## Phân loại
Diều cá đầu xám thuộc họ Accipitridae, bộ Accipitriformes. Lerner & Mindell xếp chúng vào phân họ Haliaeetinae, gồm chi Haliaeetus (đại bàng biển) Loài này được Horsfield mô tả năm 1841 dưới tên Falco ichthyaetus. Phân họ này có quan hệ gần với phân họ Milvinae (gồm hai chi, Milvus và Haliatur). Một vài tài liệu xếp diều cá đầu xám vào chi Ichthyophaga.